# 許靖
許靖（147年—222年），字文休，豫州汝南平輿人，蜀漢政治家。三國時代人物評論家許劭的堂兄、許瑒的堂弟、許欽之父、許游祖父。

## 生平
許靖自年輕時就與堂弟許劭同為評論人物的名士，但與許劭關係惡劣，所以當許劭擔任汝南功曹（郡的人事長官）時，故意不用許靖。之後劉翊來了做太守，才推舉許靖為孝廉，任尚書郎。
在董卓掌權時，任命周毖為吏部尚書，許靖則和周毖共同選拔人才，像是進用了荀爽、韓融、陳紀等德高望重之人，並任命韓馥、劉岱、張咨、孔伷、張邈等人就任地方刺史太守，許靖也被任命為巴郡太守，但沒有上任，後來補任御史中丞。後來韓馥等人追隨袁紹起兵，董卓於是殺了周毖，許靖擔心被連累，加上堂兄許瑒也跟隨孔伷起兵，遂輾轉逃亡各地，先後投靠豫州刺史孔伷、揚州刺史陳禕、吳郡都尉許貢、會稽太守王朗；孫策平定江東後，又逃往交州避難。在交州避難時，張翔曾出使交州，想要招募許靖，但許靖拒絕，張翔憤而在回京途中，把許靖所寫給曹操的書信投諸江水。後來受到益州牧劉璋邀請，受任為巴郡、廣漢太守，在原蜀郡太守王商過世之後，又轉任蜀郡太守。
當劉備包圍成都，許靖想要棄城逃跑但失風被捕。劉備看不起許靖貪生怕死而棄用他；但法正認為許靖雖然無才無德，但卻是名滿天下的名士，如果不起用會對劉備聲望造成影響，以後人才召募以及政治號召上將多有困難。劉備遂採納法正意見任用許靖為左將軍長史，給許靖沒有實權的虛職。
劉備自稱漢中王時，被任命為太傅，章武元年（221年）劉備稱帝時，更升任為司徒（三公之一），僅次於丞相諸葛亮但並無實權，許靖自知自己的官位只是幌子所以也不強求功名，過著樸素節儉的生活。六月，為劉備兩個庶子劉永和劉理做封王詔命，次年（222年）逝世，年過七十。

## 亲属
- 子：许钦，许靖长子，在许靖死前即去世。
- 孙：许游，许钦之子，景耀（258年—263年）年间任尚书。
- 堂兄：許瑒，官至陈国相，与豫州刺史孔伷合兵反董卓。
- 堂弟：許劭，字子将。

另有一哥哥，名不詳，有外孫陳祗，因少孤而被許靖收養，後為劉禪的寵臣。

## 评价
- 袁徽：“许文休英才伟士，智略足以计事。自流宕已来，与群士相随，每有患急，常先人后己，与九族中外同其饥寒。其纪纲同类，仁恕恻隐，皆有效事，不能复一二陈之耳。”（《三国志·蜀书·许麋孙简伊秦传第八》）
- 宋忠：“文休倜傥瑰玮，有当世之具，足下当以为指南。”（《三国志·蜀书·许麋孙简伊秦传第八》）
- 诸葛亮：“靖人望，不可失也，借其名以竦动宇内。”
- 法正：“天下有获虚誉而无其实者，许靖是也。”（《三国志·蜀书·庞统法正传第七》）
- 蒋济：“许文休者，大较廊庙器也，而子将贬之。若实不贵之，是不明也；诚令知之，盖善人也。”（《三国志·许靖传》注引《万机论》）
- 杨戏：“司徒清风，是咨是臧，识爱人伦，孔音锵锵。”（《三国志·蜀书·邓张宗杨传第十五》）
- 陈寿：“许靖夙有名誉，既以笃厚为称，又以人物为意，虽行事举动，未悉允当，蒋济以为‘大较廊庙器’也。”（《三国志·蜀书·许麋孙简伊秦传第八》）
- 孙盛：“夫礼贤崇德，为邦之要道，封墓式闾，先王之令轨，故必以体行英邈，高义盖世，然后可以延视四海，振服群黎。苟非其人，道不虚行。靖处室则友于不穆，出身则受位非所，语信则夷险易心，论识则殆为衅首，安在其可宠先而有以感致者乎？若乃浮虚是崇，偷薄斯荣，则秉直仗义之士，将何以礼之？正务眩惑之术，违贵尚之风，譬之郭隗，非其伦矣。”
- 裴松之：“文休名声夙著，天下谓之英伟，虽末年有瑕，而事不彰彻，若不加礼，何以释远近之惑乎！”“许靖羁客会稽，闾阎之士，孙策之来，於靖何为？而乃泛万里之海，入疫疠之乡，致使尊弱涂炭，百罹备经，可谓自贻矣。谋臣若斯，难以言智。孰若安时处顺，端拱吴、越，与张昭、张纮之俦同保元吉者哉？”（《三国志·许靖传》）
- 叶适：“许靖以汝南胜士著名，既尝预汉谋议，及其流播，无所茍容其身者，则臣役之晚岁，遂有翻成见薄之事。然则如荀彧之出处，殆未可以轻责也。法正薄夫，乃知靖为当敬。发悟刘备用贤之机，诸葛亮之亲厚，正有以哉。”
- 杨维桢：“汝南许文休，丧乱一驽士。敢当诸葛拜，合受玄德鄙。 士论推指南，无乃失臧否。乃知群公曹，排摈有公是。”（《览古四十二首·其二十一》）

## 艺术形象

### 影视
- 中國中央電視台電視劇《三國演義》（1994年）张勤
- 黎大煒執導電影《超時空要愛》（1998年）：叶竞生

## 延伸阅读
[在维基数据编辑]
 《三國志·卷38》，出自陳壽《三國志》